# Baschir Schihab II.

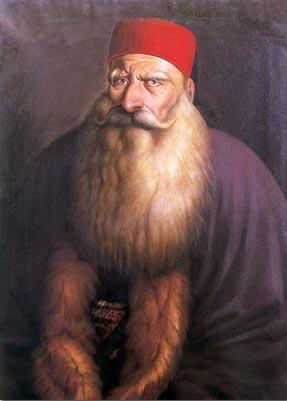
Baschir Schihab II., reg. 1789–1840

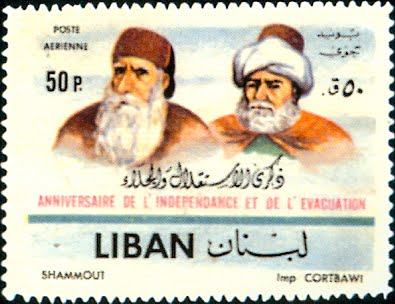
Die Emire Fachr ad-Dīn II. (rechts) und Baschir Schihab II. (links) auf einer von der libanesischen Regierung 1961 herausgegebenen Luftpostmarke zum Gedenken an die libanesische Unabhängigkeit

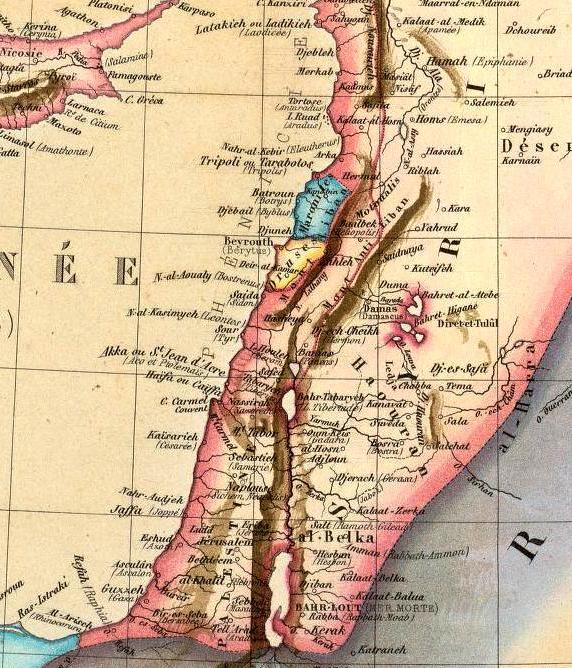
Unterteilung des Berglibanon unter direkter osmanischer Herrschaft 1842–60 in einen maronitischen und drusischen Bezirk

Baschir Schihab II. (arabisch بشير الثاني الشهابي, DMG Bašīr aṯ-ṯānī aš-Šihābī; geb. 2. Januar 1767; gest. 1850) war ein libanesischer Emir, der in der ersten Hälfte des 19. Jahrhunderts den osmanischen Libanon regierte. Er war der erste Herrscher, der vom sunnitischen Islam, der Religion der früheren schihabischen Emire, zur maronitischen Kirche konvertierte.